# Немич, Екатерина Игоревна
Екатерина Игоревна Немич (родилась 3 января 1995 года,г.Кокшетау,Акмолинской обл.) — казахстанская синхронистка. Сестра-близнец Александры Немич. Участница двух Олимпийских игр.

## Биография
Екатерина Немич родилась 3 января 1995 года в Темиртау. Там же она впервые узнала о синхронном плавании и начала заниматься видом спорта в 2003 году.
По состоянию на 2021 год проживает в Алматы. Училась в Евразийской национальном университете в Нур-Султане.

## Карьера
Екатерина Немич пришла в бассейн в 2003 году вместе с сестрой-близнецом Александрой. Это повлияло на то, что в будущем они стали синхронистками, так как для дуэтов плюсом является идентичность.
С 2010 года тренером является Жанна Демченко. Также Екатерине Немич и её сестре Александре помогает Анастасия Ермакова.
На чемпионате мира 2011 года в Шанхае Екатерина Немич участвовала в группе и заняла 14-е и 10-е места в технической и произвольной программах, соответственно. Спустя два года на чемпионате мира 2013 года в Барселоне казахстанская синхронистка вместе с сестрой стала 14-й в комбинации, а также участвовала в дуэте, заняв 16-е места в обеих программах.
На чемпионате мира 2015 года в Казани Екатерина и Александра стали пятнадцатыми в технической программе в дуэте и четырнадцатыми в комбинации.
За несколько месяцев до Олимпийских играх 2016 года перенесла операцию на сердце. На Олимпиаде-2016 в Рио-де-Жанейро Александра и Екатерина заняла 30-е место в дуэте.
В рамках серии соревнований в 2016 и 2017 годах Екатерина Немич вместе с сестрой сумели завоевать две бронзовые медали в Китае и Японии.
На чемпионате мира 2017 года в Будапеште Екатерина Немич заняла 12-е местое в комбинации, а также участвовала в дуэте с Александрой — 13-е место в техническое программе и 12-е в произвольной.
На чемпионате мира 2019 года в Кванджу Екатерина Немич участвовала в дуэте вместе с сестрой и заняли пятнадцатые места и в технической, и в произвольной программах.
Примет участие вместе с сестрой Екатериной в соревновании дуэтов на Олимпийских играх 2020 года в Токио.